# Empire Falls
Empire Falls es una miniserie divida en dos partes de 8 capítulos que se transmitió por HBO en 2005. Basada en la novela de Richard Russo del mismo nombre ganadora del Premio Pulitzer. Fue nominada a varios premios y ganadora de alguno de ellos, incluyendo un Emmy y Globos de Oro.  Fue dirigida por Fred Schepisi.

## Resumen de la trama
Situada en el pequeño, decadente y casi en quiebra pueblo Empire Falls, Maine, esta es la historia de Miles Roby (Ed Harris), el subgerente de Empire Grill, quien ha pasado toda su vida en el pueblo. Tiene una exesposa, Janine (Helen Hunt) que se ha vuelto una persona engreída y egoísta tras perder peso y ejercitar continuamente, que se debe en parte a Walt Comeau (Dennis Farina).  Comeau es dueño de un centro deportivo que visita Empire Grill todos los días y que se ha mudado a la antigua casa de Roby.  Roby tiene una hija a quien le dicen "Tick" (Danielle Panabaker) que está preocupada de sus propios asuntos, como su relación con Zack Minty (Trevor Morgan), su exnovio que no la deja en paz. También tiene un conflicto emocional debido al compromiso de su madre con Walt. Además, tiene una amistad muy complicada con John Voss (Lou Taylor Pucci), un chico emocionalmente perturbado que es compañero suyo en la escuela que ha tenido una vida difícil conocida por el pueblo. La relación se complica más debido a que Zack y sus amigos molestan constantemente a John.

## Episodios
1. Cuando descubrímos que todo es posible
2. La sorpresa
3. Vínculos
4. El partido
5. La típica actitud que provoca las cosas
6. Grandes cambios
7. Limusinas blancas
8. Botes que reman contracorriente

## Premios y nominaciones
La siguiente es una lista parcial de premios y nominaciones

### Primetime Emmy Award

#### Ganadora
- Outstanding Supporting Actor In A Miniseries Or A Movie (Paul Newman)

#### Nominaciones
- Outstanding Miniseries
- Outstanding Directing for a Miniseries, Movie or Dramatic Special (Fred Schepisi)
- Outstanding Lead Actor - Miniseries or a Movie (Ed Harris)
- Outstanding Supporting Actor In A Miniseries Or A Movie (Philip Seymour Hoffman)
- Outstanding Supporting Actress In A Miniseries Or A Movie (Joanne Woodward)